# 양창지
양창지(楊昌濟, 1871년 4월 21일~1920년 1월 17일)는 중국 청나라와 중화민국의 교육가, 교육학자, 저술가이다.

## 별칭
자(字)는 화성(華生), 호(號)는 화이중(懷中)이다.

## 대표적 소속
- 중화민국 후난 고등사범학교 교수
- 중화민국 허베이성 베이징 대학교 교수

## 생애
초대 중화인민공화국 국가원수를 지낸 마오쩌둥의 장인이자 양카이후이(楊開慧)의 아버지이며 후난(湖南)고등사범학교와 베이징 대학 교수를 지냈다.